# Cedocte
El Cedocte (grec medieval: Κηδόκτος, Kidoktos; o Κηδούκτος, Kiduktos) o Aceducte (Ἀκεδοῦκτον, Akedúkton) fou una plana situada prop d'Heraclea Perint a l'època romana d'Orient.
No se n'ha determinat la ubicació amb certesa, però se sap que era prop del riu Halmir (actualment Kalivri), entre els pobles de Daníon i Heraclea (actualment Marmara Ereğlisi). El seu nom és evidentment una forma hel·lenització del substantiu llatí aquaeductus i es refereix a un aqüeducte local. Malgrat la seva proximitat a Constantinoble, probablement no formava part del sistema que aprovisionava la capital romana d'Orient.
És esmentada per primera vegada el 813, quan Miquel I Rangabé sortí en campanya contra els búlgars acompanyat per la seva muller, Procòpia. Les tropes, descontentes per la presència de la dona, s'amotinaren. L'octubre o novembre del 822, la plana fou l'escenari de la batalla decisiva en la revolta de Tomàs l'Eslau, entre les forces rebels i els búlgars, encapçalats per Omurtag, aliat de l'emperador Miquel II el Tartamut. Tant un bàndol com l'altre patí greus baixes, sense que cap en resultés clar vencedor, però Tomàs quedà tocat i la seva rebel·lió s'esfondrà uns mesos més tard.
El Cedocte torna a aparèixer durant la revolta de Nicèfor Brienni el Vell contra Nicèfor III Botaniates el 1078. Poc abans de la batalla de Calaura, en la qual Brienni fou derrotat per Aleix Comnè, general de Botaniates, l'exèrcit rebel havia estat atendat al Cedocte. Un praktikon del 1104 l'enumera entre les possessions del monestir dels Ibers, al mont Atos. A principis del segle xiii formava una episcepsi imperial i fou documentat a la Partitio Romaniae (pertinentia Cedocti) com una de les àrees assignades a cavallers croats individuals.